# Brian Bolland
Brian Bolland (Lincolnshire, Reino Unido, 26 de março de 1951) é um desenhista britânico famoso por atuar principalmente nas revistas da DC Comics. Conhecido no universo dos quadrinhos por desenhar A Piada Mortal e Camelot 3000.
Quando trabalha na DC era responsável por desenhar, colorir, capas das revistas e escritor de roteiro. Hoje em dia, Bolland conta com participação e realização em mais de 130 edições de revistas em quadrinhos, além de trabalhar nas produções de filmes da DC lançados diretamente em vídeo e ganhou fama de desenhar as capas das HQ's da DC Comics.

## Biografia
Filho único nascido em 1951, em uma fazenda de Butterwick (na região de Lincolnshire, distrito de Boston, na Inglaterra),[carece de fontes?] começo a desenhar desde dos 10 anos de idade, sempre se alto declarando fã de quadrinhos da DC Comics. Também trabalhou por algum tempo em fanzines regionais. Começou na escola de arte de sua região (Central School of Arts and Design) em 1969, porém já chegou a afirmar “Durante meus cinco anos em três escolas de arte, eu nunca aprendi uma única coisa sobre quadrinhos de nenhum dos meus tutores”, a escola para ele era apenas um complemento na carreira.[carece de fontes?]
Em 1972 conhece Dave Gibbons em uma convenção de revista e quadrinhos na capital inglesa, logo então os dois começam um trabalho em uma revista em quadrinhos na Nigéria. Depois em 1977, entra para o elenco de cartunistas da revista de antologia semanal, 2000 A.D, onde começa a desenhar Juiz Dredd, um juiz futurista. Também no final da década de 1970, a DC Comics contrata Bolland para desenhar tiras e capas de revistas, sendo a primeira obra na DC foi a capa do Lanterna Verde #127.
O mundo estava sofrendo uma expansão da cultura inglesa como o próprio inglês e isso logo depois ocorreu com o mundo dos quadrinhos, onde foi chamado pela mídia de "invasão britânica", apelido dado ao período em que muitos artistas de origem britânica faziam sucesso mundo a fora. No caso dos quadrinhos, muitos cartunistas, desenhistas e escritores de roteiros saíram da Grã-Bretanha e foram ocupar espaço nas grandes editoras dos Estados Unidos. Bolland não ficou para traz, em 1982 foi escolhido por Len Wein para escrever a maxissérie Camelot 3000. E, em março de 1988, ele desenha com o roteiro de Alan Moore a graphic novel, Batman: The Killing Joke.
Atualmente trabalha como desenhista de capa de revistas como Homem-Animal, Mulher Maravilha, Superman, Batman e revistas com o selo da Vertigo.